# Neptis pendleburyi
Neptis pendleburyi är en fjärilsart som beskrevs av Corbet 1937. Neptis pendleburyi ingår i släktet Neptis och familjen praktfjärilar. Inga underarter finns listade i Catalogue of Life.